# Веллі-В'ю (Огайо)
Веллі-В'ю (англ. Valley View) — селище (англ. village) в США, в окрузі Каягога штату Огайо. Населення — 1897 осіб (2020).

## Географія
Веллі-В'ю розташоване за координатами 41°22′53″ пн. ш. 81°36′30″ зх. д. / 41.38139° пн. ш. 81.60833° зх. д. (41.381500, -81.608298).  За даними Бюро перепису населення США в 2010 році селище мало площу 14,43 км², з яких 14,08 км² — суходіл та 0,35 км² — водойми.

## Демографія
Згідно з переписом 2010 року, у селищі мешкали 2034 особи в 758 домогосподарствах у складі 583 родин. Густота населення становила 141 особа/км².  Було 790 помешкань (55/км²).
Расовий склад населення:
| - 96,9 % — білих - 0,9 % — азіатів - 0,2 % — чорних або афроамериканців - 0,1 % — вихідців з тихоокеанських островів |

До двох чи більше рас належало 1,4 %. Частка іспаномовних становила 1,3 % від усіх жителів.
За віковим діапазоном населення розподілялося таким чином: 21,2 % — особи молодші 18 років, 62,5 % — особи у віці 18—64 років, 16,3 % — особи у віці 65 років та старші. Медіана віку мешканця становила 47,3 року. На 100 осіб жіночої статі у селищі припадало 102,6 чоловіків;  на 100 жінок у віці від 18 років та старших — 98,4 чоловіків також старших 18 років.
Середній дохід на одне домашнє господарство  становив 94 704 долари США (медіана — 80 625), а середній дохід на одну сім'ю — 109 400 доларів (медіана — 99 350). Медіана доходів становила 68 889 доларів для чоловіків та 50 938 доларів для жінок. За межею бідності перебувало 6,7 % осіб, у тому числі 12,8 % дітей у віці до 18 років та 3,5 % осіб у віці 65 років та старших.
Цивільне працевлаштоване населення становило 993 особи. Основні галузі зайнятості: освіта, охорона здоров'я та соціальна допомога — 23,7 %, науковці, спеціалісти, менеджери — 12,0 %, виробництво — 10,9 %, роздрібна торгівля — 10,2 %.